# Аскариоза
Аскариоза е заболяване, причинено от кръглия червей Ascaris lumbricoides. При инфекциите не се проявяват симптоми при повече от 85% от случаите, особено, ако броят на червеите е малък. Симптомите се увеличават с увеличаването на броя на наличните червеи и може да включват задух и температура в началото на заболяването. След тях може да следват симптоми като подуване на корема, болки в корема и диария. Най-често засегнати са децата, и при тази възрастова група, инфекцията може да причини твърде слабо наддаване на тегло, недохранване и проблеми при ученето.

## Причина и механизъм
Инфекцията настъпва при ядене на храна и пиене на течност, заразени от яйца на Ascaris от изпражнения. Яйцата се излюпват в червата, провират се през стената на червото и мигрират до белите дробове чрез кръвта. Там те навлизат в алвеолите и преминават нагоре по трахеята, където биват изкашляни и погълнати. После ларвите преминават за втори път през стомаха в червото, където стават възрастни червеи.

## Превенция и лечение
Превенция се извършва чрез подобрено хигиенизиране, което включва подобряване на достъпа до тоалетни и подходящо изхвърляне на изпражненията. Измиването на ръцете със сапун изглежда предпазва от болестта. В районите, където са засегнати повече от 20% от населението, се препоръчва да се лекуват всички през редовни интервали. Повтарящите се инфекции са често срещани. Не съществува ваксина. Препоръчваното лечение от Световната здравна организация е с лекарствата албендазол, мебендазол, левамизол или пирантел памоат. Други ефективни агенти включват трибендимидин и нитазоксанид.

## Епидемиология
Около 0,8 до 1,2 млрд. души по света имат аскариоза, като най-засегнатото население е в Субсахарска Африка, Латинска Америка и Азия. Това прави аскариозата най-често срещаната форма на предаване чрез почвата хелминтоза. От 2010 г. насам тя е причинила около 2700 смъртни случая в сравнение с 3400 през 1990 г. Един друг вид Ascaris заразява свинете.